# Charismatic
Charismatic, född 13 mars 1996, död 19 februari 2017, var ett engelskt fullblod som tävlade mellan 1998 och 1999. Han tränades av D. Wayne Lukas, och reds i Triple Crown-löpen av Chris Antley. Han är mest känd för att ha vunnit två av tre Triple Crown-löp (1999).

## Karriär
Charismatic tävlade mellan 1998 och 1999, och sprang totalt in 2 038 064 dollar på 17 starter, varav 5 segrar, 2 andraplatser och 4 tredjeplatser. Han tog karriärens största segrar i Kentucky Derby (1999) och Preakness Stakes (1999).
Charismatic började tävla som tvååring, var segerlös i karriärens fem första starter. Tränare D. Wayne Lukas anmälde honom då till ett försälningslöp, där alla hästar var till salu, med ett pris på 62 500 dollar. I löpet segrade Charismatic, men stannade ändå i Lukas träning. Under treåringssäsongen var han fyra i Santa Anita Derby, och flög sedan till Kentucky. Där startade han i Lexington Stakes, som han segrade i, och senare i Kentucky Derby, där han startade som en av de mindre betrodda. I löpet reds han för första gången av jockeyn Chris Antley, och tillsammans segrade de i löpet. Charismatic segrade därefter i Preakness Stakes, där han, trots segern i Kentucky Derby, inte var spelad till favorit. Charismatic hade nu segrat i två av de tre Triple Crown-löpen, och nu siktade Lukas på en seger i det sista Belmont Stakes. I Belmont Stakes tog han ledningen, men föll tillbaka och slutade på en tredjeplats. Efter målgång togs hans snabbt upp av jockeyn Chris Antley, som noterat att han skadat sig i ett framben.
Charismatics tävlingskarriär avslutades, och han skulle istället vara verksam som avelshingst.

### Avelskarriär
Charismatic stallades upp som avelshingst på Lane's End Farm i Kentucky. Efter säsongen 2002 skickades han till Japan, där han stod vid JBBA:s Shizunai Stallion Station. Han pensionerades från avelsarbete i oktober 2016. Charismatic hade då fått 371 startande av 424 föl, och 263 segrare som sammanlagt sprungit in mer än 44,5 miljoner dollar. Då han pensionerats som avelshingst stallades han upp på Old Friends Equine nära Lexington, Kentucky.
Charismatic avled på morgonen den 19 februari 2017 på Old Friends Equine på grund av en svår blödning orsakad av en bäckenfraktur. Orsaken till frakturen kom att bli okänd.